# Африканська література

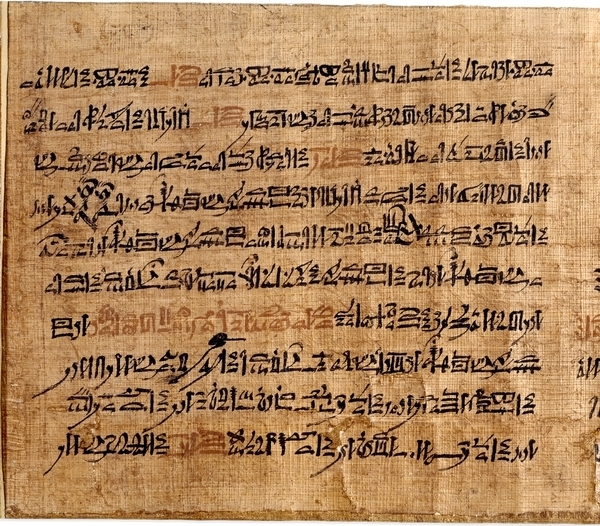
«Повість про двох братів», літературний твір Стародавнього Єгипту, що датується XII століттям до н. е.

Африканська література — літературні твори, створені в Африці. На відміну від європейського розуміння літератури в основному як письмового твору, значну частину літератури Африки складають усні твори. Також, на відміну від європейців, які розрізняють поняття форми і змісту, для традиційних творів африканців форма і зміст невіддільні одне від одного; краса викладу використовується не стільки заради неї самої, скільки для побудови ефективного діалогу зі слухачем.

## Усна творчість
Усні твори, що включаються в африканську літературу, є у всіх народів, що населяють Африку. Ці твори належать до різних жанрів: казки, міфи, пісні, загадки, байки тощо. Виклад може бути як у прозі, так і у віршах. У ПАР, Гамбії, Зімбабве і Беніні спостерігається найбільша різноманітність жанрів, в той час як творчість нубійців, а також народів Джибуті і Південного Судану, має найбільшу оригінальність. Поширенню усних оповідей сприяли професійні оповідачі і співаки.
Найдавнішим жанром усної літератури Африки є казка про тварин. Дуже часто в цих творах виводиться хитромудрий герой (трікстер), у ролі якого можуть виступати заєць, черепаха, павук. Особливістю африканських казок про тварин є те, що вони (у класичному вигляді) не містять моралізації.
Запис усних творів Африки було розпочато в колоніальний період. Першими збирачами місцевих переказів стали мандрівники і місіонери XVII—XVIII століть. Завдяки цьому було збережено твори народної творчості, які стали затребуваними зі зростанням національної самосвідомості африканців. Деякі твори відродилися завдяки зворотному перекладу з європейських мов на мову народів, від яких вони були записані.
Великою формою усної літератури Африки є різні епоси. До них належать оповіді «Силамака і Пуллорі Фульбе» і «Сундьята Мандиіго» з Малі, «Легенда про Мвіндо Ньянга» з Центральної Африки. До X століття відносять епічні поетичні оповіді Судану.

## Письмова література
Письмова література вперше з'явилася на півночі Африки. Найдавніші літературні твори належали Стародавньому Єгипту. Також літературні тексти створювалися грецькою, латинською і фінікійською мовами. Пізніше письмова література зазнавала сильного арабського впливу. Для багатьох країн півдня Африки характерне пізніше виникнення писемності мовами місцевих народів, часто разом з проголошенням незалежності в XX столітті.
Крім єгипетської літератури одним з ранніх прикладів письмової африканської літератури є ефіопська література, що з'явилася в царстві Аксум в IV—VII століттях. Стародавні літературні письмові твори виявляються в Малі і на Мадагаскарі. «Сеннарські хроніки» та словник «Табакат» є прикладами літературних творів Судану. Великим літературним центром став університет у Томбукту, заснований у XII столітті.
У країнах Північної Африки література розвивалася як частина загальної арабської культури, головну роль у якій відіграв іслам. Арабською мовою записані тексти Малі, Чаду і Судану. В Танзанії і на Мадагаскарі арабська писемність використовувалася для запису творів мовою суахілі і малагасійською мовою відповідно.
Сучасні національні літератури держав Африки почали формуватися в колоніальний період, з проникненням на континент європейських мов і латинського алфавіту. У ПАР латиниця стала використовуватися для запису текстів місцевими мовами з XIX століття. Рушійною силою для поширення писемності було християнство: місіонери перекладали мовами африканських народів Біблію та інші священні тексти. Але в багатьох країнах поява власної літератури відбулася тільки в другій половині XX століття. Одним з останніх власну літературу отримав острів Реюньйон: тут твори на місцевому діалекті стали видаватися тільки в 1990-х роках.